# Roberto Car
Roberto Car (Trieste, 3 gennaio 1947) è un fisico italiano, conosciuto per il suo lavoro in dinamica molecolare.

## Biografia
Car ha studiato fisica e ha conseguito nel 1971 il dottorato di ricerca in fisica presso il Politecnico di Milano. Dopo alcune esperienze come assistente in varie università e centri di ricerca (come la Scuola politecnica federale di Losanna e il Thomas J. Watson Research Center dell'IBM), diventa professore associato presso la Scuola Internazionale Superiore di Studi Avanzati di Trieste nel 1984, diventando professore ordinario nel 1990; dal 1991 al 1999 è professore presso l'Università di Ginevra. Nel 1999 si trasferisce all'Università di Princeton, in cui diventa professore del dipartimento di chimica.
È inoltre membro della Italian Scientists and Scholars in North America Foundation.

## Riconoscimenti
Nel 2009 ha ricevuto, insieme a Michele Parrinello, il Premio Dirac per lo sviluppo del metodo di simulazioni di dinamica molecolare ab initio: questo metodo unisce la teoria del funzionale densità per il calcolo della struttura elettronica con i metodi della dinamica molecolare per le simulazioni delle traiettorie classiche degli atomi. Car e Parrinello hanno chiamato il loro approccio dinamica molecolare ab initio, ma in letteratura è conosciuto anche come metodo Car-Parrinello. La procedura è stata sviluppata in sinergia tra i due ricercatori nel 1985, quando erano a Trieste. Questo metodo ha trovato molte applicazioni nelle simulazioni teoriche della fisica dello stato solido, nella biochimica, nella chimica fisica e nella scienza dei materiali.
Ha ricevuto nel 1990 il Premio Hewlett-Packard da parte della European Physical Society, nel 1995 il Premio Rahman da parte della American Physical Society, di cui Car è socio, e nel 2009, insieme a Parrinello, il Sidney Fernbach Award conferito dall'Institute of Electrical and Electronics Engineers Computer Society.